# 荘公 (許)
荘公（そうこう）は、西周の諸侯国の許の11代君主。紀元前731年から紀元前712年まで在位した。姓は姜、名は茀あるいは苴人。弟に次代の桓公がいる。9代目と10代目に関しては不明である。
紀元前712年秋七月、鄭が許に攻め入った。荘公は衛に亡命した。その後の行方は不明である。